# Sandra Mason
Sandra Prunella Mason (Saint Philip, 17 de janeiro de 1949) é uma política barbadense, atual presidente de seu país. Foi a oitava governadora-geral de Barbados de 2018 a 2021 e primeira presidente eleita do país, tomando posse em 30 de novembro de 2021, quando o país, sob proposta direta da primeira-ministra, Mia Mottley, aboliu sua monarquia e se tornou uma república.
Mason assumiu o cargo de governadora-geral após ser nomeada pela rainha de Barbados, Isabel II. Sua posse ocorreu em 8 de janeiro de 2018. Sandra Mason foi governadora-geral em exercício por três dias em 2012, entre 30 de maio e 1 de junho.
Sandra Mason começou sua carreira como professora na Princess Margaret Secondary School em Barbados e foi secretária no Barclays Bank DCO entre 1969 e 1970. Ela é advogada e atuou como juíza do Supremo Tribunal em Santa Lúcia e juíza do Tribunal de Apelação em Barbados. Ela foi a primeira mulher admitida na prova de Ordem dos Advogados em Barbados. Ela atuou como presidente da comissão da CARICOM para avaliar a integração regional, foi a primeira magistrada nomeada embaixadora de Barbados e a primeira mulher a servir no Tribunal de Apelações de Barbados. Ela foi a primeira barbadiana nomeada ao Tribunal Arbitral do Secretariado da Commonwealth e serviu brevemente como governadora geral de Barbados.
Ela foi considerada uma das 10 mulheres mais poderosas de Barbados. Simultaneamente à sua nomeação como Governadora Geral, Mason foi premiada com a Grande Grã-Dama da Ordem de São Miguel e São Jorge. Ao assumir o cargo de Governadora Geral, Dame Sandra Mason, sob a Ordem da Dama de Santo André, tornou-se Chanceler e Dama Principal de Santo André.